# Ziou (département)
Pour le village chef-lieu, voir Ziou.
Ziou (orthographe officielle) ou Zio est un département et une commune rurale du Burkina Faso située dans la province du Nahouri et dans la région Centre-Sud.

## Démographie
- En 2006, la population totale du département est de 21 978 habitants[2].

- En 2019, la population totale du département est de 27 529 habitants[3].

## Villages
Le département et la commune rurale est composé de vingt-six villages, dont le village chef-lieu homonyme :
- Allobiga
- Bonga
- Bossia
- Dindirgui
- Donré
- Gou
- Guelwongo I
- Guelwongo II
- Idénia-Tanga
- Kanabissi-Tanga
- Narguin
- Nimbrongo
- Pingou
- Poussi
- Tamissougou
- Tampèlga
- Tamsabliga
- Tintéka
- Tomabissi
- Tounkini
- Yelbissi
- Yorgo
- Youka
- Zancé
- Zanci
- Ziou (ou Mouma), chef-lieu du département

## Liste des maires de la commune
| Période                                  | Période  | Identité             | Étiquette | Qualité |
| ---------------------------------------- | -------- | -------------------- | --------- | ------- |
| Les données manquantes sont à compléter. |          |                      |           |         |
| 2009                                     |          | Cyrille Talato Karfo |           |         |
|                                          | En cours | Kané Koudougou       |           |         |